# Stor-Gässlingen
Stor-Gässlingen är en sjö i Bräcke kommun i Jämtland och ingår i Ljungans huvudavrinningsområde. Sjön har en area på 1,35 kvadratkilometer och ligger 298,9 meter över havet. Sjön avvattnas av vattendraget Gålösån.

## Delavrinningsområde
Stor-Gässlingen ingår i det delavrinningsområde (699195-146708) som SMHI kallar för Utloppet av Stor-Gässlingen. Medelhöjden är 344 meter över havet och ytan är 15,57 kvadratkilometer. Räknas de 4 avrinningsområdena uppströms in blir den ackumulerade arean 40,98 kvadratkilometer. Gålösån som avvattnar avrinningsområdet har biflödesordning 3, vilket innebär att vattnet flödar genom totalt 3 vattendrag innan det når havet efter 215 kilometer. Avrinningsområdet består mestadels av skog (80 procent). Avrinningsområdet har 1,46 kvadratkilometer vattenytor vilket ger det en sjöprocent på 9,4 procent.